# Eastman (Geórgia)
Eastman é uma cidade localizada no estado americano de Geórgia, no Condado de Dodge.

## Demografia
Segundo o censo americano de 2000, a sua população era de 5440 habitantes.
Em 2006, foi estimada uma população de 5518, um aumento de 78 (1.4%).

## Geografia
De acordo com o United States Census Bureau tem uma área de
13,2 km², dos quais 13,2 km² cobertos por terra e 0,0 km² cobertos por água. Eastman localiza-se a aproximadamente 122 m acima do nível do mar.

## Localidades na vizinhança
O diagrama seguinte representa as localidades num raio de 28 km ao redor de Eastman.